# Strade provinciali della provincia di Savona
Le strade provinciali della provincia di Savona sono indicate di seguito.

## Strade provinciali
La provincia di Savona gestisce un complesso di circa 750 km di strade; di queste la maggioranza attraversa zone montuose o collinari. La lista che segue le elenca specificandone la lunghezza.

### SP 1 - SP 9

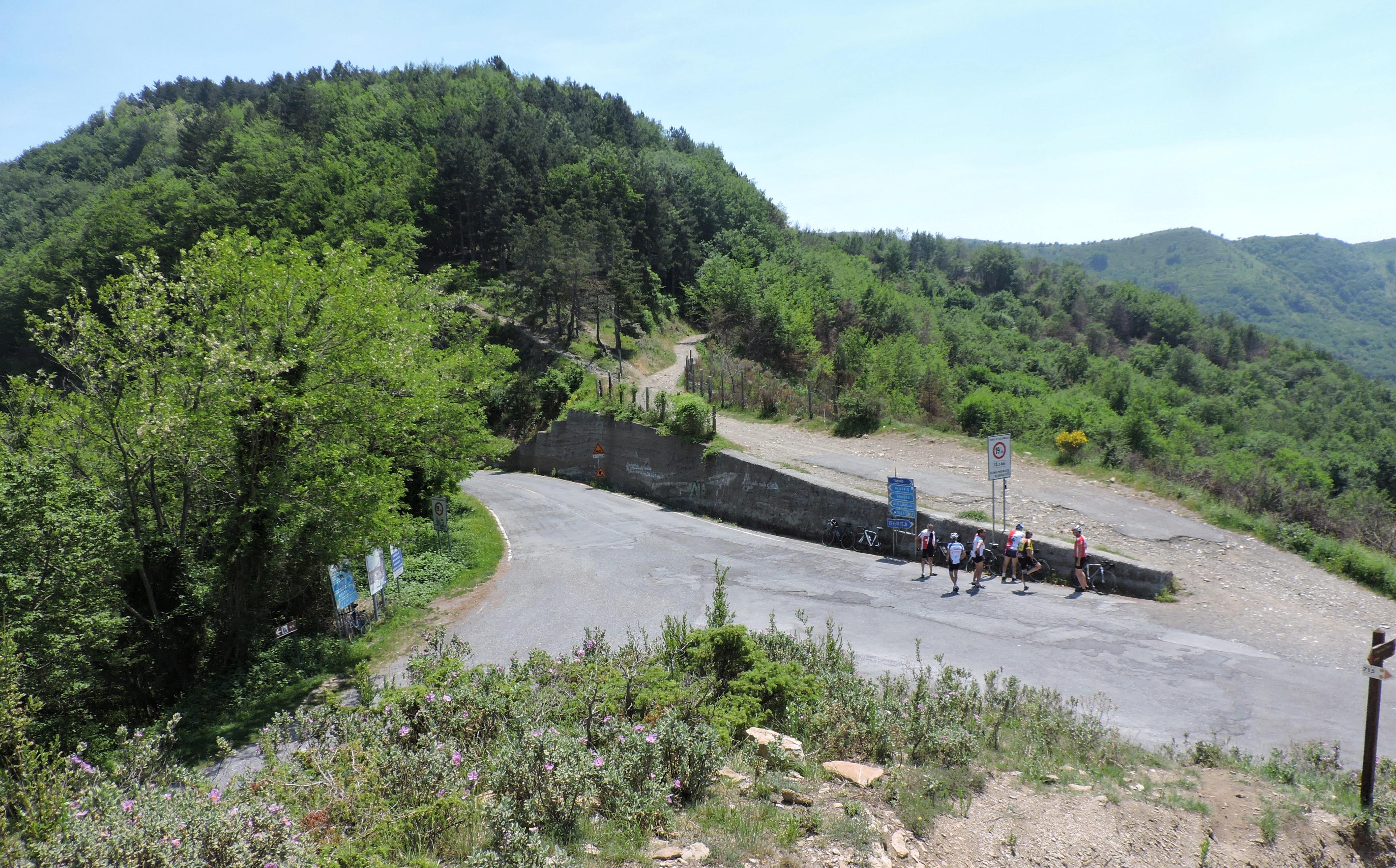
SP 6 Albenga-Casanova Lerrone-Passo del Cesio al Passo del Ginestro

- SP 2 Albisola Superiore-Ellera-Stella S.Giovanni - km 10,59
- SP 3 Ceriale-Cisano -  km 7,40
- SP 4 Pietra Ligure-Tovo S.Giacomo-Magliolo -  km 12,51
- SP 5 Altare-Mallare -  km 6,11
- SP 5 dir Altare-Zona industriale -  km 2,36
- SP 6 Albenga-Casanova Lerrone-Passo del Cesio -  km 25,03
- SP 7 per Acqui attr. Piancastagna -  km 2,20
- SP 8 Spotorno-Vezzi Portio-Finale Ligure Pia -  km 18,64
  - SP 8 bis Spotorno-Vezzi Portio-Finale Ligure Pia-Tronco di Portio -  km 3,13
  - SP 8 dir A Spotorno-Vezzi Portio-Finale Ligure Pia-diramazione -  km 0,23
- SP 9 Cairo Montenotte-Scaletta Uzzone -  km 11,70

### SP 10 - SP 19

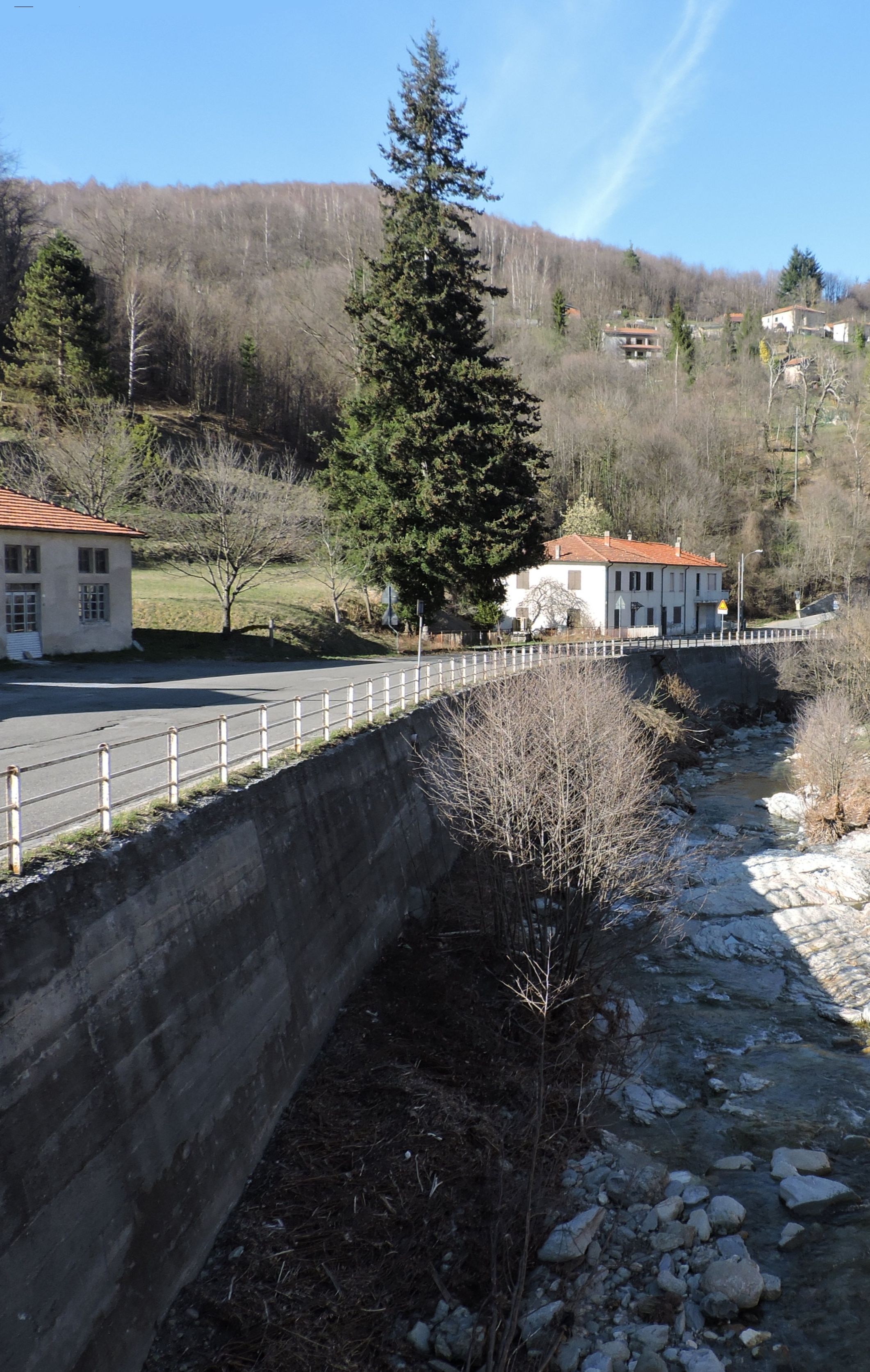
SP 16 di Osiglia, tratto in riva all'Osiglietta

- SP 10 Mioglia-Miogliola -  km 2,02
- SP 11 Marghero-Plodio-Carcare -  km 5,00
- SP 12 Savona-Altare -  km 26,40
- SP 13 di Val Merula (Andora-Stellanello-Testico-Passo del Cesio) -  km 21,45
- SP 14 del Pennavaire (Cisano sul Neva-Castelbianco-Nasino) -  km 11,92
- SP 15 Carcare-Pallare-Bormida-Melogno -  km 14,22
  - SP 15 bis del Colle di Cadibona-Variante di Carcare -  km 2,60
- SP 16 di Osiglia -  km 18,00
- SP 17 Finale Ligure (Borgo)-Calice-Rialto -  km 10,83
- SP 18 Alassio-Testico -  km 17,70
- SP 19 di Arnasco -  km 7,14

### SP 20 - SP 29
- SP 20 di Onzo -  km 5,31
- SP 21 di Vendone  -  km 4,20
- SP 22 Celle-Sanda-Stella S.Martino -  km 9,12
- SP 23 Calice Ligure-Carbuta-Melogno -  km 16,62
- SP 24 Pietra Ligure-Giustenice -  km 4,52
  - SP 24 bis Pietra Ligure -  km 0,51
  - SP 24 dir Pietra Ligure-Giustenice-Bretella -  km 0,34
- SP 25 Loano-Boissano-Toirano -  km 4,27
- SP 26 di Cosseria -  km 1,93
  - SP 26 bis di Cosseria -  km 1,63
- SP 27 Finale Ligure (Borgo)-Orco Feglino -  km 7,59
  - SP 27 bis Orco Feglino -  km 3,96
- SP 28 bis del Colle di Nava[2] -  km 16,45
- SP 29 del Colle di Cadibona[2] -  km 19,21
  - SP 29 bis del Colle di Cadibona-Piana Crixia -  km 9,17
  - SP 29 dir B del Colle di Cadibona-Dego -  km 4,30

### SP 30 - SP 39

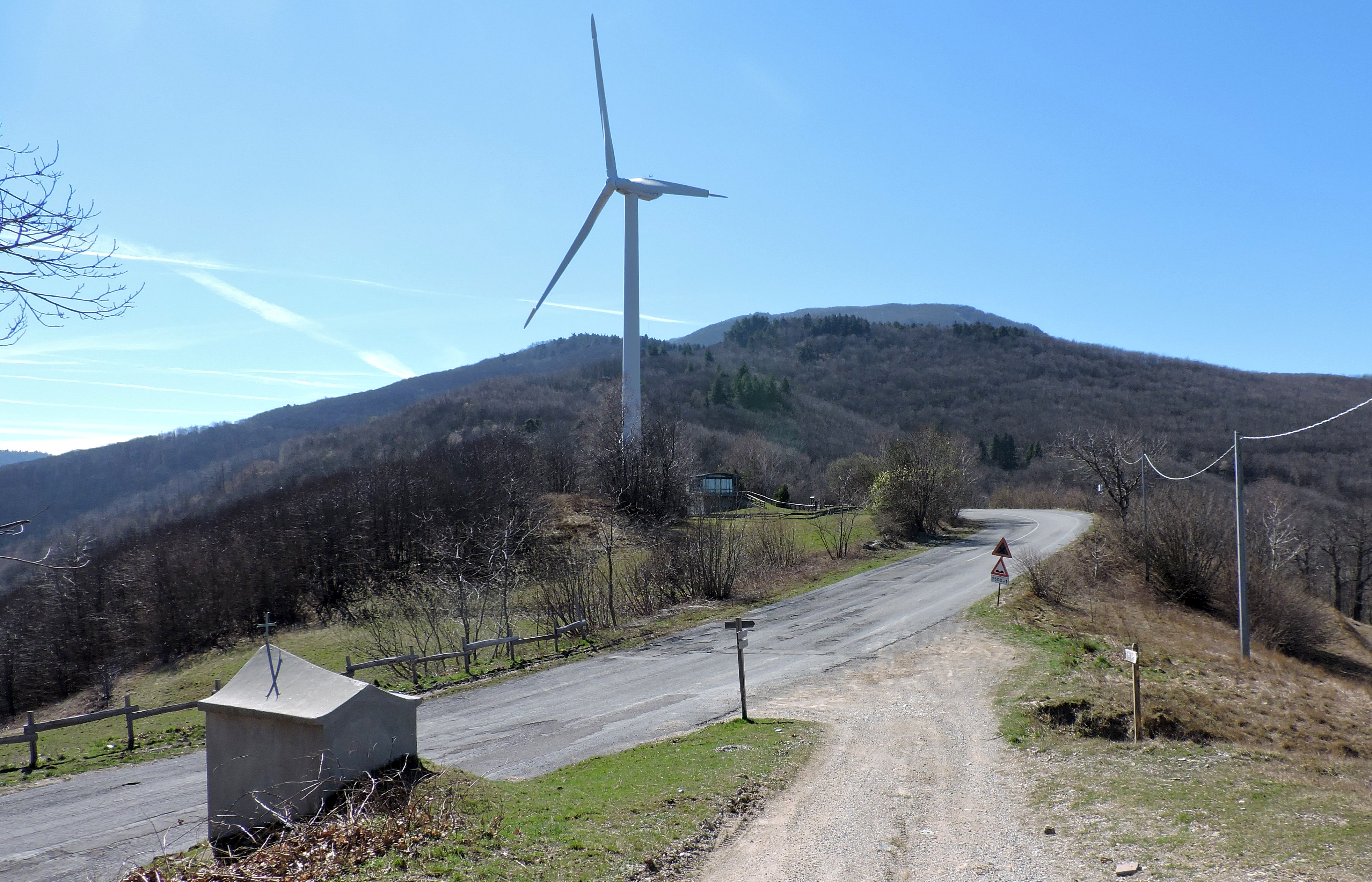
SP 38 Mallare-Bormida-Osiglia alla Colla Baltera

- SP 31 Urbe-Piampaludo-La Carta -  km 12,17
- SP 32 di Stella S.Bernardo -  km 2,80
- SP 33 Dego-S.Giulia-Cairo Montenotte -  km 10,01
  - SP 33 bis Dego-S.Giulia-Cairo Montenotte -  km 2,86
- SP 34 Toirano-Balestrino -  km 5,34
- SP 35 Arnasco-Vendone-Onzo -  km 14,82
- SP 36 Bragno-Ferrania -  km 4,39
- SP 37 Sanda-Gameragna-Vetriera -  km 3,91
- SP 38 Mallare-Bormida-Osiglia -  km 9,94
- SP 39 Albenga-Campochiesa -  km 2,03

### SP 40 - SP 49
- SP 40 Urbe-Vara-Passo del Faiallo -  km 11,68
- SP 41 Pontinvrea-Montenotte Superiore -  km 8,95
- SP 42 S.Giuseppe-Cengio -  km 7,67
- SP 43 dei Porri -  km 3,16
- SP 44 Balestrino-Castelvecchio di Rocca Barbena -  km 9,36
- SP 45 Finale Ligure-Manie-Voze-Spotorno -  km 12,95
- SP 46 Calice-Eze -  km 3,18
- SP 47 Calizzano-Garessio -  km 5,42
- SP 48 del Santuario del Deserto -  km 1,76
- SP 49 Sassello-Urbe -  km 18,21

### SP 50 - SP 59

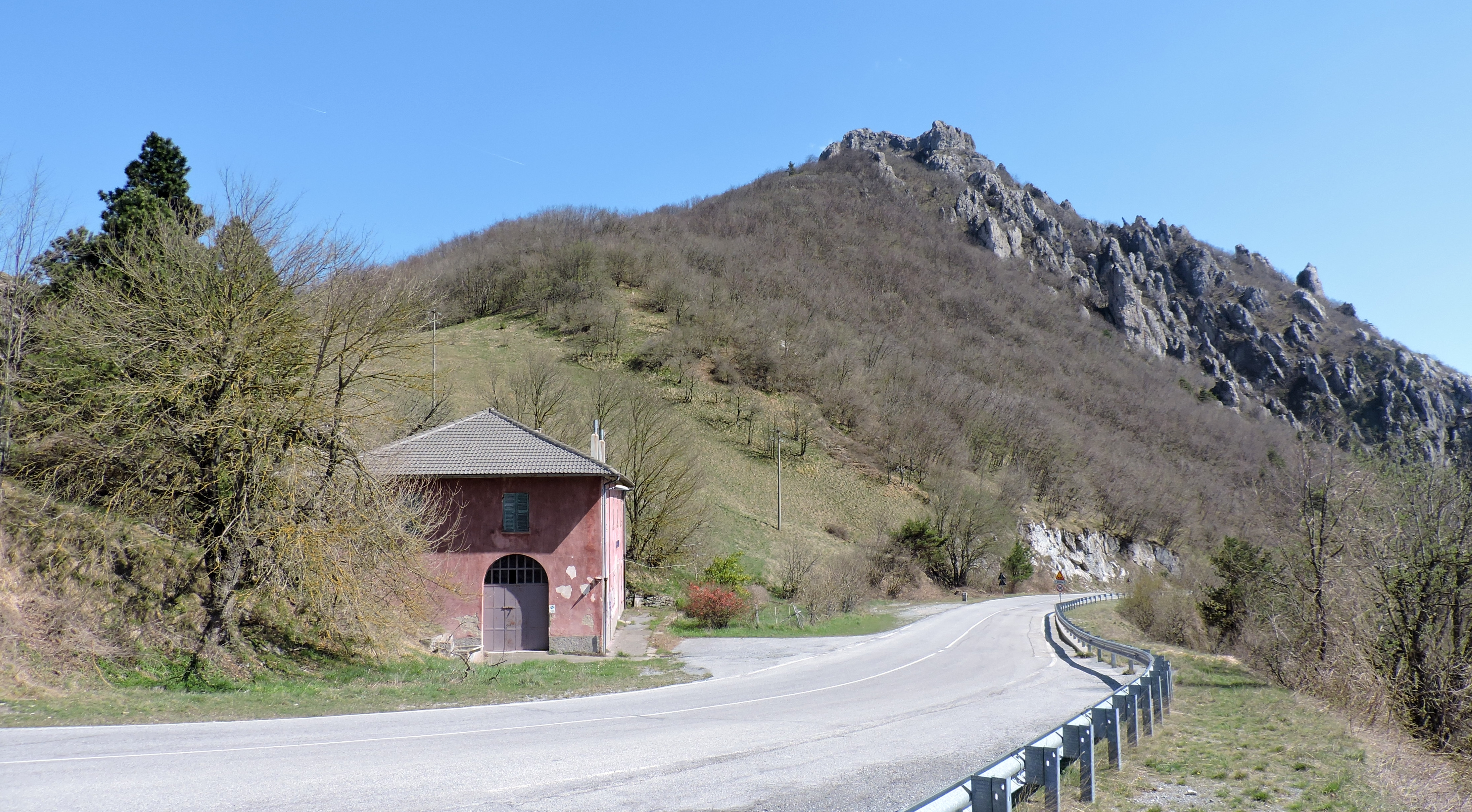
SP 52 Barreassi-Calizzano, sullo sfondo la Rocca Barbena

- SP 50 Pontinvrea-Mioglia -  km 7,37
- SP 51 Bormida di Millesimo -  km 19,30
- SP 52 Barreassi-Calizzano -  km 21,70
- SP 53 Urbe-Martina-Acquabianca  -  km 5,73
- SP 54 Noli-Voze-Magnone -  km 5,91
- SP 55 Bossoleto-Caso-Crocetta di Alassio -  km 7,27
- SP 57 Varazze-Casanova-Alpicella-Stella S.Martino -  km 14,93
  - SP 57 bis di Alpicella -  km 0,37
  - SP 57 del Pero e Alpicella -  km 0,41
- SP 58 di Quiliano -  km 3,33
- SP 59 di Bergeggi -  km 1,78

### SP 60 - SP 69
- SP 60 Borghetto S.Spirito-Bardineto -  km 23,15
  - SP 60 dir Raccordo autostradale -  km 0,98
- SP 61 del Ponte della Volta -  km 1,35
- SP 62 di Spotorno -  km 1,01

### SP 70 - SP 999
- SP 334 del Sassello[2][3]
- SP 339 di Cengio[2] -  km 6,17

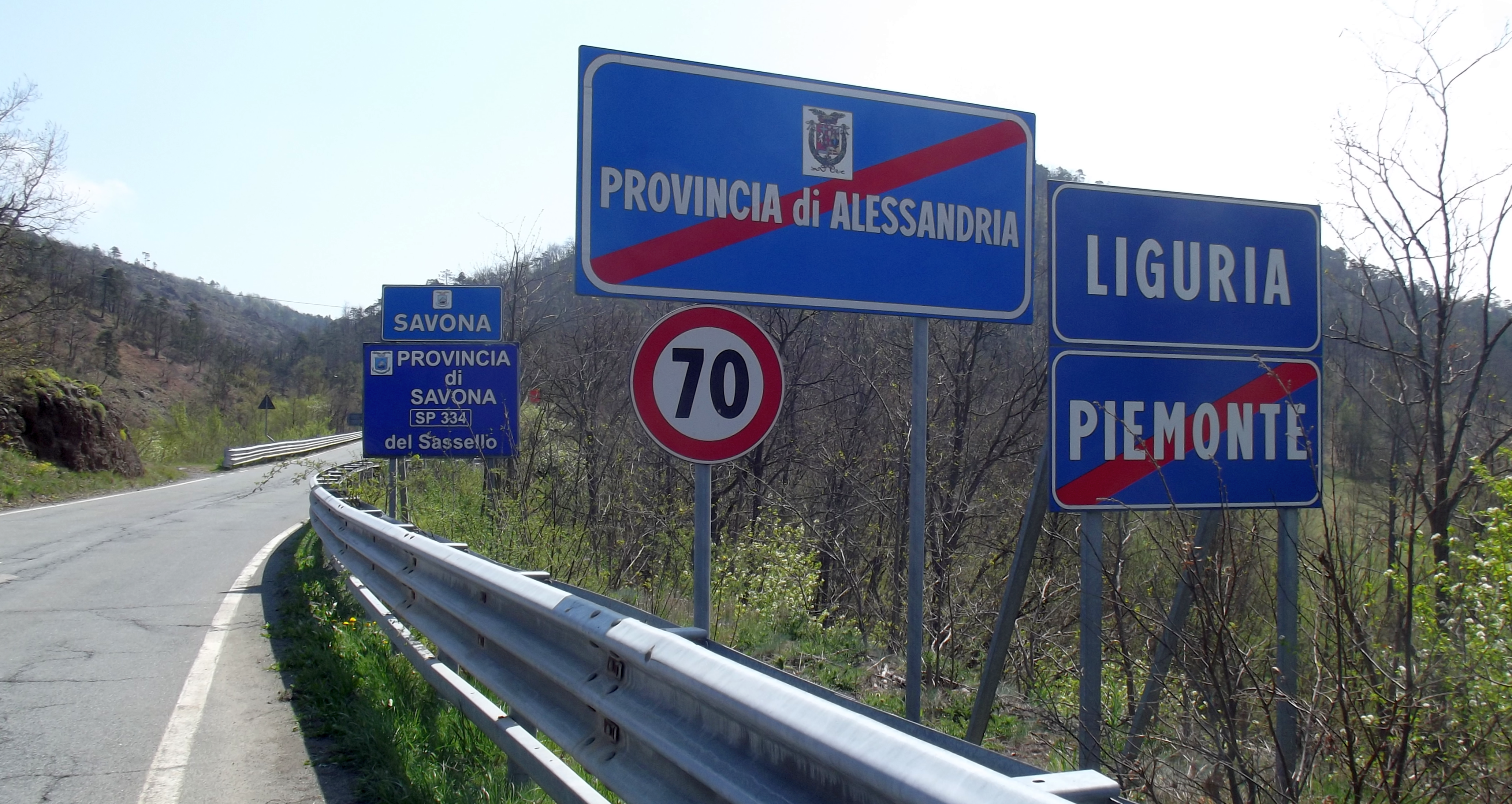
L'inizio della SP 334 del Sassello

- SP 490 del Colle del Melogno[2] -  km 43,14
  - SP 490 dir del Colle del Melogno -  km 0,80
- SP 542 di Pontinvrea[2] -  km 30,85